# 6349 Acapulco
6349 Acapulco (1995 CN1) là một tiểu hành tinh vành đai chính được phát hiện ngày 8 tháng 2 năm 1995 bởi M. Koishikawa ở trạm Ayashi thuộc đài thiên văn Sendai.